# Émile André Schefer
Pour les articles homonymes, voir Schefer.
Émile André Schefer, né le 14 février 1896 à Paris, où il est mort le 15 mars 1942, est un peintre et illustrateur français connu particulièrement pour ses sujets ferroviaires. Il signe E.A. Schefer.

## Biographie
Né à Paris, Émile André Schefer fait ses études au lycée Hoche de Versailles.
Exploitant toutes les techniques du dessin et de la peinture (aquarelle, gouache, lavis, huile, crayon, plume à l'encre de Chine), il produit, outre des paysages, de très nombreuses représentations de locomotives des anciens réseaux de chemin de fer. Les compagnies ferroviaires françaises et les revues spécialisées font souvent appel à ses talents pour leurs affiches et illustrations. Son œuvre compte aussi nombre d'images ferroviaires destinées à la jeunesse, ainsi que des maquettes en carton de locomotives (série Ingénia de l'éditeur Au Pélican Blanc - 1937).
Il est cofondateur, en 1928, de l'Association française des amis du chemin de fer (AFAC).
En mars 1942, âgé de 46 ans, Émile André Schefer décède des suites d'une fracture de crâne après avoir été renversé par un cycliste. Sa femme se retrouve veuve avec six jeunes enfants.

## Le Comité Schefer
Après la mort de l'artiste, ses amis et admirateurs fondent le Comité Schefer, avec le soutien de la SNCF et l'aide de l'Association française des amis du chemin de fer (AFAC) dont il était cofondateur, de l'Union Artistique et Intellectuelle des Cheminots français (UAICF) et de l'Association Corporative Les Amis de Notre Métier. Ce comité organise en 1943 des expositions à Paris et à Lyon, et édite en 1944 le Portefeuille Schefer (portefolio reprenant 10 œuvres de E.A. Schefer) dont les bénéfices sont intégralement reversés à sa veuve.

## Prix Schefer
En hommage à Émile André Schefer et pour perpétuer sa mémoire, le Comité Schefer fonde en 1946 le « prix Schefer », concours de peinture ferroviaire annuel du Salon des artistes du rail. Maintenu jusqu'en 2014, ce prix récompensait chaque année l'auteur de la meilleure œuvre (ou du meilleur ensemble d'œuvres) évoquant le chemin de fer et les hommes et femmes qui l'animent,.

## Galerie

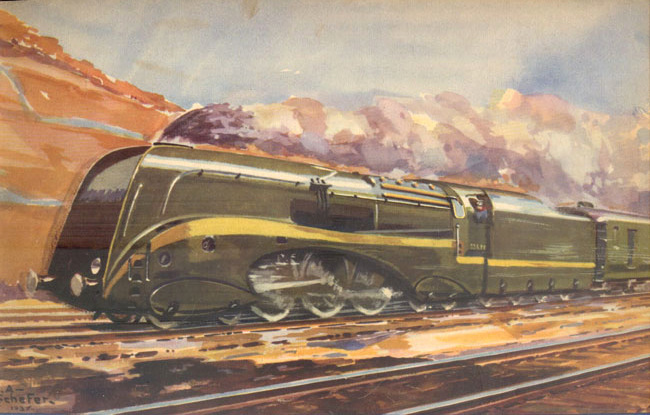
Une 232 du réseau Nord
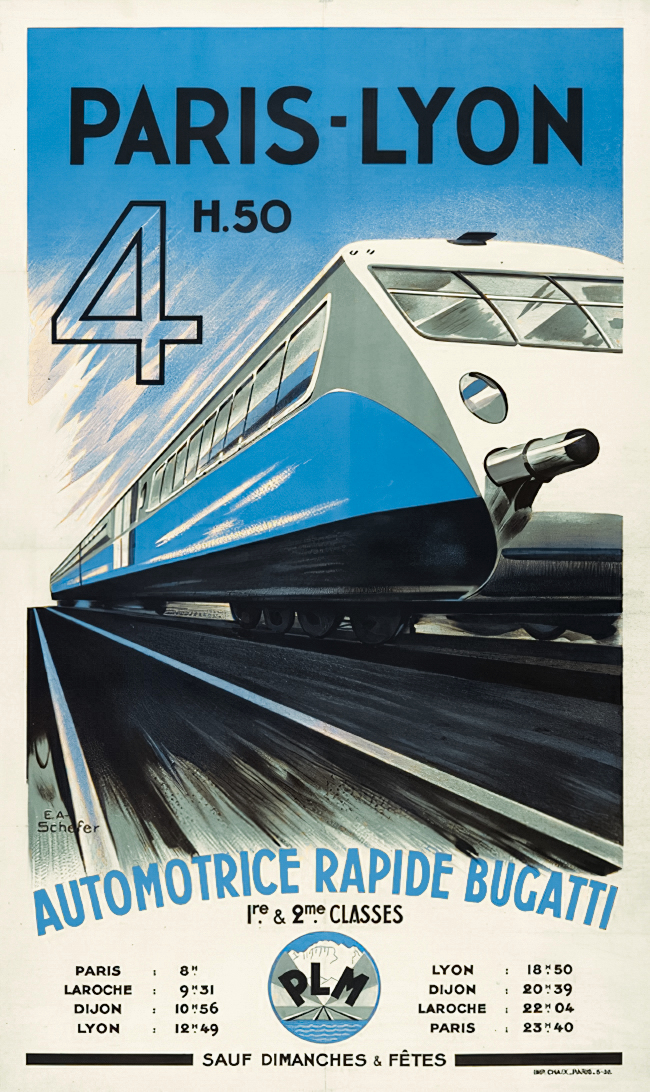
Paris - Lyon en Bugatti
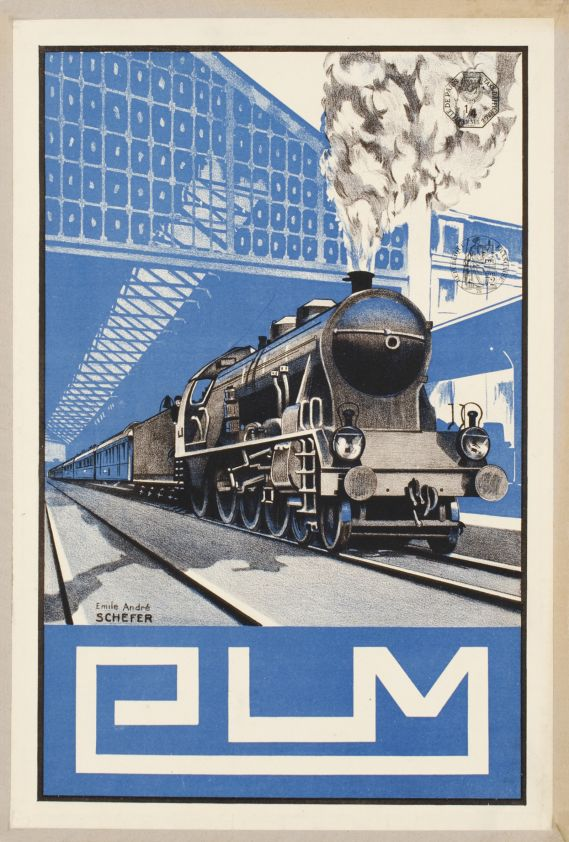
Affiche PLM
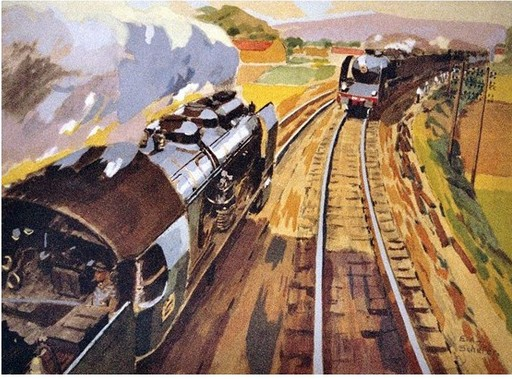
Locomotives